# Laurie Halse Anderson
Laurie Halse Anderson (Potsdam, 23 ottobre 1961) è una scrittrice statunitense.

## Biografia
Laurie Halse Anderson (nata Laurie Beth Anderson) è nata il 23 ottobre del 1961 a Potsdam, cittadina dello stato di New York.
Ha 25 libri all'attivo, tra i quali prendono posto romanzi storici e racconti per l'infanzia, alla quale l'autrice si dedica tutt'oggi. La Anderson è considerata tra i più influenti scrittori di Young Adults.
L'autrice, che ha studiato in Danimarca, si è infine laureata nel 1984 alla facoltà di lingue e linguistica della Georgetown University.
La sua prima pubblicazione risale al 1996, tale Ndito Runs. Tra gli altri romanzi, Speak, Catalyst , "Twisted", Wintergirls, pubblicati in Italia nell'ultimo periodo e tradotti in venti lingue. Mentre per Wintergirls e Speak si è voluto mantenere i titoli originali, Catalyst (in italiano catalizzatore) è stato tradotto in “Le emozioni difettose” e Twisted in "Nessuno è come te". Facente parte della schiera Young Adults, la scrittrice ha pubblicato Prom, non ancora tradotto in Italia. La scrittrice è inoltre disponibile a recarsi presso istituti scolastici per dibattere dei libri assieme ai ragazzi.
Nel 2023 è stata insignita del prestigioso Astrid Lindgren Memorial Award.

## Opere

### Romanzi Young Adult
- Speak (1999), pubblicato negli Stati Uniti nel 1999, è il romanzo più famoso della scrittrice. Ne è stato tratto un film nel 2004, diretto da Jessica Sharzer, dove la protagonista Melinda Sordino è stata interpretata da una giovanissima Kristen Stewart.
- Catalyst (2002), pubblicato nel 2002 negli Stati Uniti, è stato pubblicato in Italia nel 2011, sotto il titolo Le emozioni difettose. Il romanzo è ambientato nella stessa realtà di Speak. Nel libro vi sono numerosi richiami al romanzo di debutto della Anderson, tra cui un incontro ravvicinato tra Kate Malone, protagonista de Le emozioni difettose e Melinda Sordino, protagonista di Speak.
- Prom (2005)
- Twisted (2007), pubblicato in Italia nel 2015 dalla Newton Compton con il titolo Nessuno è come te.
- Chains (2008)
- Wintergirls (2009), pubblicato negli Stati Uniti nel marzo del 2009, uscito in Italia nel 2012 con il medesimo titolo. Il libro, riguardante la discesa di una ragazza nell'abisso dell'anoressia, ha ricevuto una buona critica e suscitato dibattiti fra i teenager.

### Romanzi storici
- Fever, 1793 (2000), in Italia pubblicato con il titolo di Febbre 1973 dalla Salani.
- Seeds of America serie composta:
  - Chains (2008)
  - Forge (2010)
  - Ashes (2013)

### Romanzi per bambini
- Ndito Runs (1996)
- Turkey Pox (1996)
- No Time for Mother's Day (2001)
- The Big Cheese of Third Street (2002)
- Thank You, Sarah! The Woman Who Saved Thanksgiving (2002)
- Independent Dames: What You Never Knew About the Women and Girls of the American Revolution (2008)
- The Hair of Zoe Fleefenbacher Goes to School (2009)

#### Vet Volunteers
Serie per bambini composta da:
- Fight for Life: Maggie (2000)
- Homeless: Sunita (2000)
- Trickster: David (2000)
- Manatee Blues: Brenna (2000)
- Say Good-Bye: Zoe (2001)
- Storm Rescue: Sunita (2001)
- Teacher's Pet: Maggie (2001)
- Trapped: Brenna (2001)
- Fear of Falling: David (2001)
- Time to Fly (2002)
- Masks (2002)
- End of the Race (2003)